# 珀西·勒巴朗·斯賓塞
珀西·勒巴朗·斯賓塞 （英語：Percy Lebaron Spencer，1894年7月9日—1970年9月8日），美国工程师、发明家，是微波炉的发明者。

## 早年生活
斯賓塞出生在缅因州的豪兰。他的父亲在他18个月大时去世，母亲隨即把他交托给他的叔叔。他的叔叔亦在他7岁时去世，斯賓塞被迫从语法学校退学以赚钱维持生计。12岁的斯賓塞开始在纺织厂工作，一直到16岁。期间，他听说当地的一个造纸厂开始使用电力。因为斯賓塞成长於缅因州一个非常偏僻的社区，那里的人对电力还非常不了解，所以他对此產生了極大兴趣，开始努力自学。随后斯賓塞應徵纸厂的工作，尽管尚未从语法学校毕业，也从未接受过有关电力工程的正规教育，他依然獲聘為电力设备安裝員。斯賓塞在了解到泰坦尼克号沉没时船上有无线电操作员后，对无线电通讯产生了兴趣，因此他在18岁时决定加入美国海军。在海军服役期间，他成为了无线电专家。斯賓塞说：「那时候我有很多教科书，晚上站岗的时候我就（用这些书）自学。”随后他还自学了几何、微积分、化学、物理以及冶金学。

## 职业生涯
1939年，斯賓塞成为了世界顶尖的雷达管设计专家之一。这时候斯賓塞是雷神公司功率管分部的主管。斯賓塞的名声以及专业知识为公司赢得了一份政府合约，负责为麻省理工的放射实验室研究和生产战斗雷达装备。这个项目对盟军来说意义重大，是盟军在第二次世界大战中重要性仅次于曼哈顿计划的任务。当时，雷达系统通过磁控管产生微波无线电信号，而磁控管的产量大约为每天17件。斯賓塞使用冲压以及焊接的工艺，使磁控管的生產更有效率，令产量大幅增加至每天2,600件。此后的数年间斯賓塞的员工从15人增加到5,000人。斯賓塞因此获美国海军授予杰出公共服务奖。
某天，站在雷达设备前的斯賓塞发现口袋中的朱古力融化了。斯賓塞并不是第一个发现这个现象的人，但他是首个为此进行研究的人。他决定用食物进行实验，其中包括了玉米粒，这些玉米粒成为了世上首批用微波製作的爆米花。在另一个实验中，磁控管被设置在一個放有雞蛋的茶壶上方。在觀察的過程中，雞蛋在斯賓塞的同事面前爆开。斯賓塞随后制造了世界首部微波炉。这台微波炉的主体是一个密闭的金属盒，内有一个高密度的电磁场产生器。磁控管产生的微波会被金属盒阻挡，所以可以进行可控而且安全的实验。他把不同的食物放进微波炉，观察产生的反应并且监察温度。
斯賓塞在1945年10月8日申请了微波炉的专利。1947年首部商业生产的微波炉高六尺，重量达到750磅，售价大约为2,000到3,000美元。1967年首部相对廉价（495美元）及大小适中（约为流理台大小）的微波炉面市。
斯賓塞后来成为了公司的副主席以及董事。他在工作期间获得了超过300项专利。斯賓塞是无线电工程师学会的会员以及美国文理科学院的研究员。尽管从未接受任何正规教育，斯賓塞仍然获得了麻省大学的荣誉博士称号。
雷神公司向斯賓塞一次性支付了2美元作为他的发明的报酬。公司也向其它专利的发明者支付了相同金额的象征式报酬。

## 纪念物
雷神公司位于麻省的一座建筑物以斯賓塞的名字命名。一个Radarange的早期模型被放在大厅中展示。